# Каххар, Абдулла
Абдулла́ Кахха́р (узб. Abdulla Qahhor, Абдулла Қаҳҳор; 1907—1968) — узбекский советский писатель, драматург и переводчик. Народный писатель Узбекской ССР (1967). Лауреат Сталинской премии третьей степени (1952). Член КПСС с 1952 года.

## Биография
Абдулла Каххар родился 17 сентября 1907 году в Аштском районе, селе Ашт, ул. Сари бозор (ныне Согдийской области) в семье кузнеца Абдукаххара Жалилова. В 1919—1924 годах он учился в школе. По окончании Кокандского педагогического техникума в 1924—1926 годах работал в Кокандском горкоме комсомола, затем в редакции газеты «Кызыл Узбекистан» в Ташкенте. В 1926—1934 годах учился на рабфаке, а затем на педагогическом факультете первого среднеазиатского государственного университета. В 1934—1938 годах был ответственным секретарём редакции журнала «Совет Адабиёти», в 1938—1939 годах руководил литературной частью УзбАДТ имени Хамзы. С 1939 года работал редактором и переводчиком в издательствах Узбекистана. Председатель президиума СП Узбекской ССР (1954—1956). В 1955 году был избран депутатом Верховного Совета Узбекской ССР.
Умер 24 мая 1968 года в Москве. Похоронен в Ташкенте на Чигатайском кладбище.

## Творчество
Литературной деятельностью стал заниматься с 1924 года в качестве фельетониста в журналах «Муштум», газетах «Новая Фергана», «Кызыл Узбекистан» и в жанре короткой новеллы («Вор», «Прозрение слепых», «Гранат», «Больная», «Городской парк», «Страх», «Учитель словесности», «Националисты», «Траур на свадьбе», «Махалля» и др.). Опубликовал несколько сборников «Мир молодеет» (1933), «Рассказы» (1935), роман «Два чинара». Роман «Мираж» (1937) обличает буржуазных националистов, повести «Герой из Дардака» (1942), «Золотая Звезда» о событиях Великой Отечественной войны, роман «Огни Кошчинара» (1951—1952) посвящён теме коллективизации, повести «Птичка-невеличка» (1958, в 1961 году экранизирована) о послевоенной жизни узбекского кишлака, «Любовь» (1968) о жизни молодёжи. Биографическая повесть «Сказки о былом» (1965), рассказы на современные темы.
Как драматург заявил о себе комедиями «На новой земле» («Шёлковое сюзане»; 1950), «Больные зубы» (1954), «Голос из гроба», «Милые мои матушки».
Перевёл на узбекский язык произведения русской и советской литературы («Капитанская дочка» А. С. Пушкина, «Ревизор» и «Женитьба» Н. В. Гоголя, «Война и мир» Л. Н. Толстого, «Железный поток» А. С. Серафимовича, «Мои университеты» М. Горького, произведения А. П. Чехова, М. С. Шагинян, К. А. Тренёва и др. Оказал огромное влияние на творческое становление молодых узбекских писателей.

## Экранизации
- 1961 — Птичка-невеличка — по одноимённой повести

## Награды и премии
- Сталинская премия третьей степени (1952) — за пьесу «На новой земле» (1950)[2]
- три ордена Трудового Красного Знамени (06.12.1951[3]; 16.09.1957[4]; 08.09.1967[5])
- орден «Знак Почёта» (31.01.1939)[6]
- народный писатель Узбекской ССР (08.09.1967)[7]
- Государственная премия Узбекской ССР имени Хамзы (1966)[8]
- орден «Буюк хизматлари учун» (25.08.2000) — посмертно[9]

## Память
- Имя писателя носит улица в Дардаке, городской район города Папа. Так же имя писателя носит улица в Ташкенте (столица Узбекистана)